# Цехановецкий, Владислав Павлович
Владислав Павлович Цехановецкий (25 ноября 1860, Гопчица, Киевская губерния — 22 апреля 1910, Бочейково, Витебская губерния) — русский историк, писатель и общественный деятель, действительный статский советник.

## Биография
Родился в семье Павла Станиславовича Цехановецкого и Александры Ивановны, урождённой Ризнич, Младший брат дипломата Станислава Цехановецкого и уфимского губернатора Болеслава Цехановецкого.
Получил домашнее образование во Франции. В 1878 году поступил на военную службу в Тверское кавалерийское училище. В 1880 году назначен в 6-й Клястицкий гусарский полк, где служил до 1890 года. Расстроенное здоровье и необходимость заниматься имением Бочейково после смерти отца заставили его выйти в отставку.
Ещё во время военной службы заинтересовался историей. Используя документы архива Главного штаба, написал историю своего полка, которая была издана в 1886 году. За эту работу получил личную благодарность от императора Александра III и компенсацию понесённых расходов.
После выхода в отставку осел в фамильном имении Бочейково. Занялся хозяйством, общественной деятельностью, писательской и научной работой.
Пользовался уважением и популярностью среди сограждан. На протяжении ряда лет избирался мировым судьёй Лепельского уезда. Был членом Историко-родословного общества в Москве. На основе сведений семейного архива написал историю Бочейкова. Был любителем и знатоком искусства, коллекционировал старое польское стекло, миниатюры и фарфор.
Умер от сердечного приступа в Бочейково. Похоронен там же на несохранившемся семейном кладбище.

## Семья
В 1892 году женился на Марии Луизе Кименс (1869—1952), которая много занималась благотворительностью, помогала местным крестьянам, основывала больницы и школы. После смерти мужа жила в Петербурге, Варшаве и Кракове. После Второй мировой войны выехала в Англию, умерла в Лондоне.
Единственный сын, Георгий (Ежи) Цехановецкий, российский и польский дипломат.

## Сочинения
- Цехановецкий В. П. История 18-го драгунского Клястского Его Королевского Высочества Великого Герцога Гессенского полка: 1806—1886. — Варшава: Типография братьев Ежинских, 1886.
- Цехановецкий В. П. Хроника одного поместья: Бочейково. — Витебск, 1905.

## Награды
- Орден Филиппа Великодушного 1 класса (1887)
- Орден Святого Станислава 3 степени (1888)
- Медаль «В память царствования императора Александра III» (1897)